# Charinidae
Charinidae is een familie van de zweepspinnen (Amblypygi), onderorde Euamblypygi. De familie bestaat uit 51 nog levende soorten.

## Taxonomie
- Geslacht Catageus - Thorell, 1889
  - Catageus pusillus - Thorell, 1889
- Geslacht Charinus - Simon, 1892
  - Charinus abbatei - Delle Cave, 1986
  - Charinus acaraje - Pinto-da-Rocha, Machado & Weygoldt, 2002
  - Charinus asturius - Pinto-da-Rocha, Machado & Weygoldt, 2002
  - Charinus acosta - (Quintero, 1983)
  - Charinus africanus - Hansen, 1921
  - Charinus australianus - (L. Koch, 1867)
  - Charinus bengalensis - (Gravely, 1911)
  - Charinus bordoni - (Ravelo, 1975)
  - Charinus brazilianus - Weygoldt, 1972
  - Charinus camachoi - (Gonzalez-Sponga, 1998)
  - Charinus caribensis - (Quintero, 1986)
  - Charinus centralis - Armas & Avila Calvo, 2000
  - Charinus cubensis - (Quintero, 1983)
  - Charinus decu - (Quintero, 1983)
  - Charinus dhofarensis - Weygoldt, Pohl & Polak, 2002
  - Charinus diblemma - Simon, in Fage & Simon 1936
  - Charinus dominicanus - Armas & Gonzalez, 2001
  - Charinus fagei - Weygoldt, 1972
  - Charinus gertschi - Goodnight & Goodnight, 1946
  - Charinus guianensis - (Caporiacco, 1947)
  - Charinus guianensis - (Quintero, 1986)
  - Charinus insularis - Banks, 1902
  - Charinus ioanniticus - (Kritscher, 1959)
  - Charinus jeanneli - Simon, in Fage & Simon 1936
  - Charinus koepeckei - Weygoldt, 1972
  - Charinus madagascariensis - Fage, 1946
  - Charinus milloti - Fage, 1939
  - Charinus montanus - Weygoldt, 1972
  - Charinus muchmorei - Armas & Teruel, 1997
  - Charinus mysticus - Giupponi & Kury, 2002
  - Charinus neocaledonicus - Simon, in Kraepelin 1895
  - Charinus pardillalensis - (Gonzalez-Sponga, 1998)
  - Charinus pescotti - Dunn, 1949
  - Charinus platnicki - (Quintero, 1986)
  - Charinus schirchii - (Mello-Leitao, 1931)
  - Charinus socotranus - Weygoldt, Pohl & Polak, 2002
  - Charinus seychellarum - Kraepelin, 1898
  - Charinus troglobius - Baptista & Giupponi, 2002
  - Charinus tronchonii - (Ravelo, 1975)
  - Charinus wanlessi - (Quintero, 1983)
- Geslacht Sarax - Simon, 1892
  - Sarax brachydactylus - Simon, 1892
  - Sarax buxtoni - (Gravely, 1915a)
  - Sarax cochinensis - (Gravely, 1915)
  - Sarax davidovi - Fage, 1946
  - Sarax javensis - (Gravely, 1915)
  - Sarax mediterraneus - Delle Cave, 1986
  - Sarax rimosus - (Simon, 1901)
  - Sarax sarawakensis - (Thorell, 1888)
  - Sarax singaporae - Gravely, 1911
  - Sarax willeyi - Gravely, 1915